# Пантазиевка
Пантази́евка (укр. Пантазіївка) — село в Новопражской поселковой общине Александрийского района Кировоградской области Украины.
До 2020 года входило в Знаменский район
Население по переписи 2022 года составляло 649 человека. Почтовый индекс — 27451. Телефонный код — 5233. Занимает площадь 2,35 км². Код КОАТУУ — 3522284901.